# Ложкарство

Ложка́рство або ложечництво — деревообробний промисел з виготовлення ложок, ополоників, мисок, тарілок та іншого кухонного начиння.
Ложка́р чи ложечник — майстер з виготовляння дерев'яних ложок і дрібного дерев'яного посуду.

## Технологія
Ложкарством займалися звичайно чоловіки похилого віку. Для цього ремесла використовувалися здебільшого такі породи деревини, як клен, береза, осика, липа, інколи груша. Вимогою до сировини були легкість оброблювання і стійкість до розтріскування. Згодом — здатність утримувати фарби через деякий час експлуатації. З розпиляного дерева майстер робив спочатку заготовки (у деяких районах називалися «гентинами»), котрі оброблялися потім за допомогою спеціальних ложкарських інструментів — різця чи лижки — кривого ножа для вирізання заглибини та шліфера, а також ножа та найпростішого токарного верстата.
Сучасні дерев'яні ложки зазвичай прикрашають розписом. Широко відомі ложки, оздоблені у техніці хохломського розпису — російського народного промислу, що з'явився у селі Хохлома Нижньогородської області.

## Різновиди дерев'яних ложок
В Україні колись існувало до 150 різновидів дерев'яних ложок. От деякі з них:
- Батьківська ложка —
- Захалявна ложка — ложка, яку носили застромленою за халяву чобота
- Козацька ложка —
- Купецька ложка — ложка тонкого, чистого оброблення, розписана та оздоблена
- Межеумок (букв. «гібрид») — проста селянська нефарбована ложка
- Міщанська ложка — ложка тонкого, чистого оброблення
- Монастирська ложка —
- Насипна ложка —
- Рибальська ложка —
- Розливна ложка (ополоник) — велика глибока ложка для розливання рідких страв
- Циганська ложка —
- Чумацька ложка — ложка, товстіша та грубіша за селянську[6]

## Інші вироби
Поряд з ложками, майстри-ложкарі робили з дерева і інше дрібне начиння: ко́вга́нки (ступки для товчіння сала), миски, тарілки, невеличкі стаканчики.

## Галерея

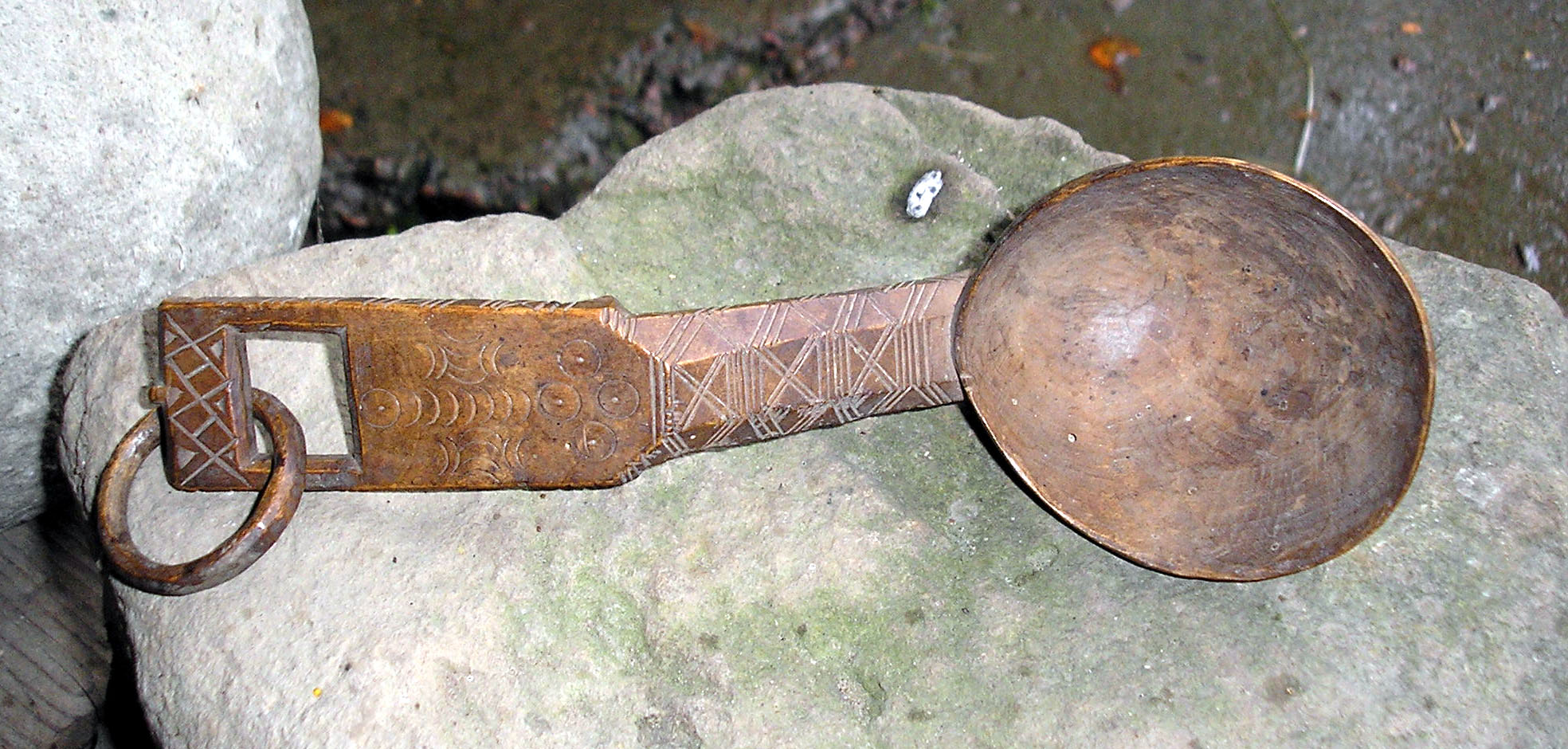
Дерев'яна ложка з Гуцульщини
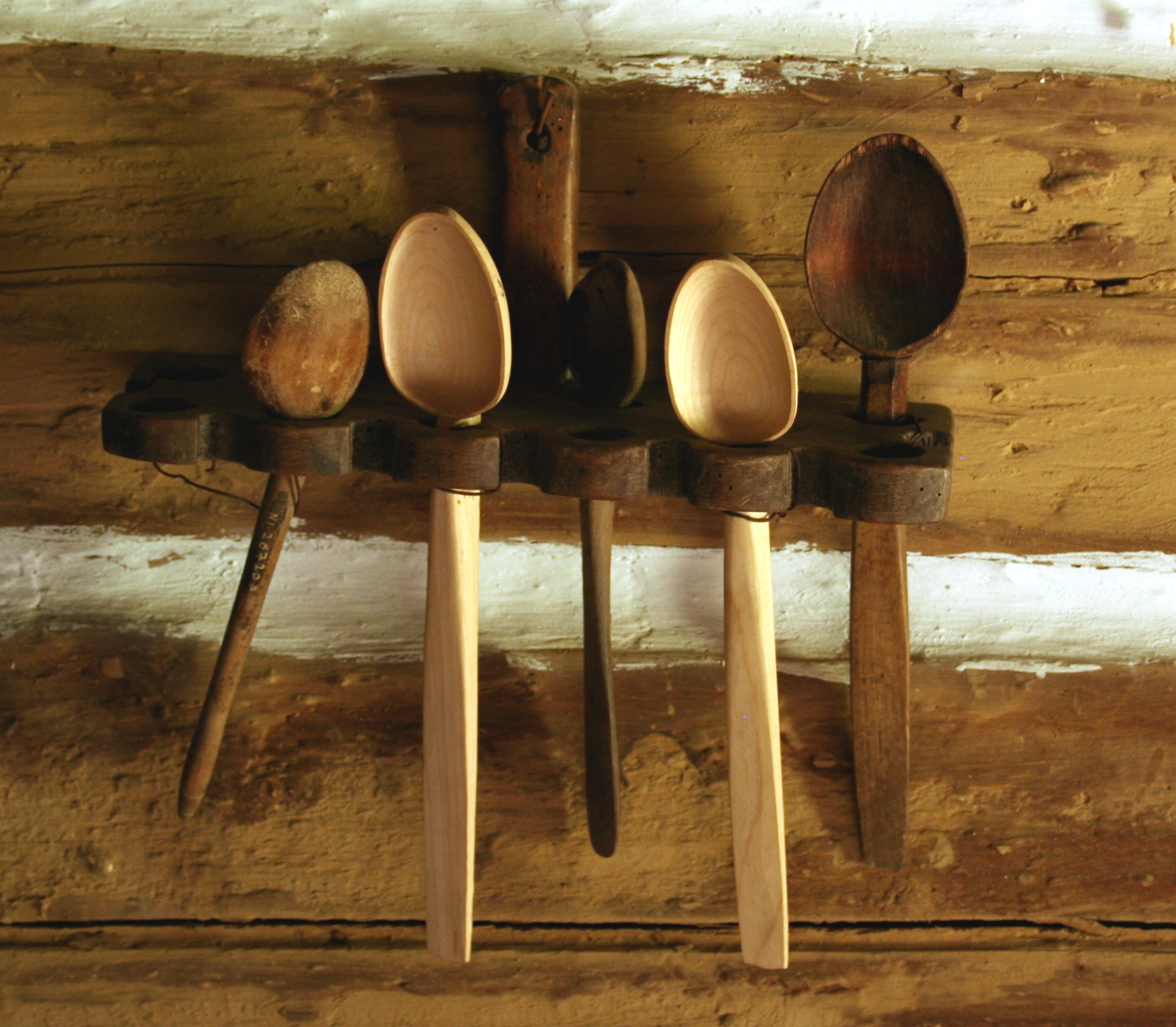
Дерев'яні і нефарбовані ложки
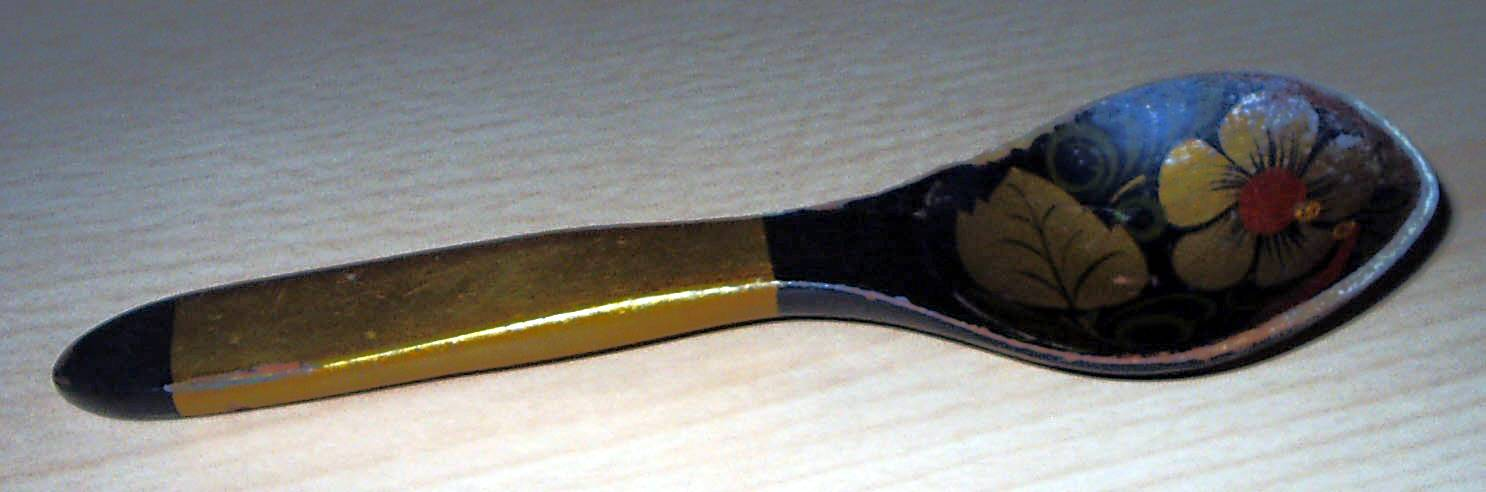
Дерев'яна і фарбована
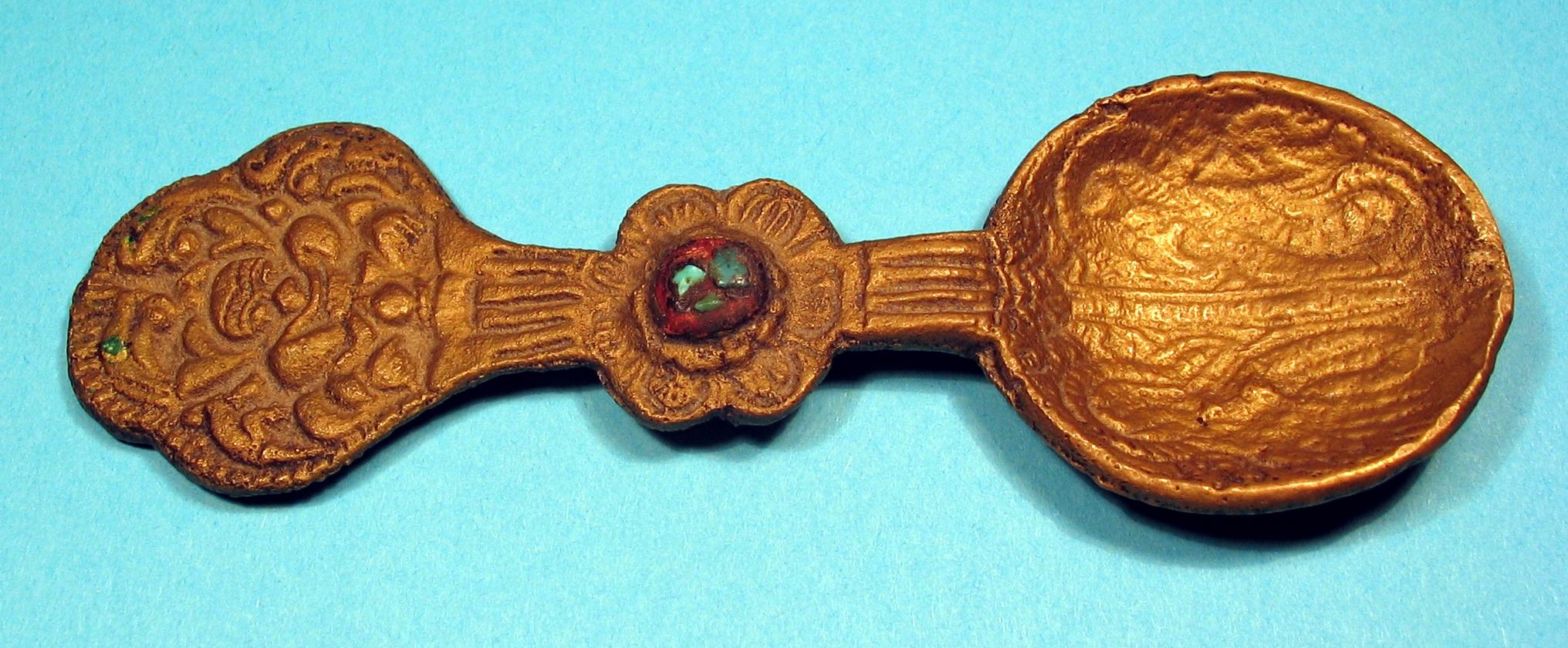
Тибетська ложка, придбана в Катманду.